# Opel Manta
El Opel Manta es un automóvil deportivo de tracción trasera fabricado por Opel como subsidiaria de General Motors (GM) desde 1970 hasta 1988. Se trata de un cupé deportivo derivado del Opel Ascona, con el cual se pensó competir contra el Ford Capri. Fue el sucesor del Opel GT de primera generación, tuvo tres generaciones y fue reemplazado por el Opel Calibra en 1988. 

## Manta A (1970-1975)
El Manta A fue lanzado en 1970, dos meses antes del Opel Ascona A en el que se basaba. Ofrecía como distintivo dobles luces traseras redondas divididas muy similares a las que había tenido el Opel GT y en el Reino Unido, excepcionalmente, el coche era comercializado bajo marca Opel en vez de Vauxhall.
El Manta A y el Ascona A fueron de los pocos modelos de Opel vendidos en el mercado de los Estados Unidos bajo marca Opel. Eran importados por la GM y vendidos por los concesionarios de Buick, pero sus ventas fueron muy bajas. Otros modelos de Opel vendidos en el mercado de los EE. UU. fueron los Rekord P1 y P2 (1956-61), el Kadett A (1964-66), el Kadett B (1967-71), el Olympia A (1967-71) y el GT (1969-73).

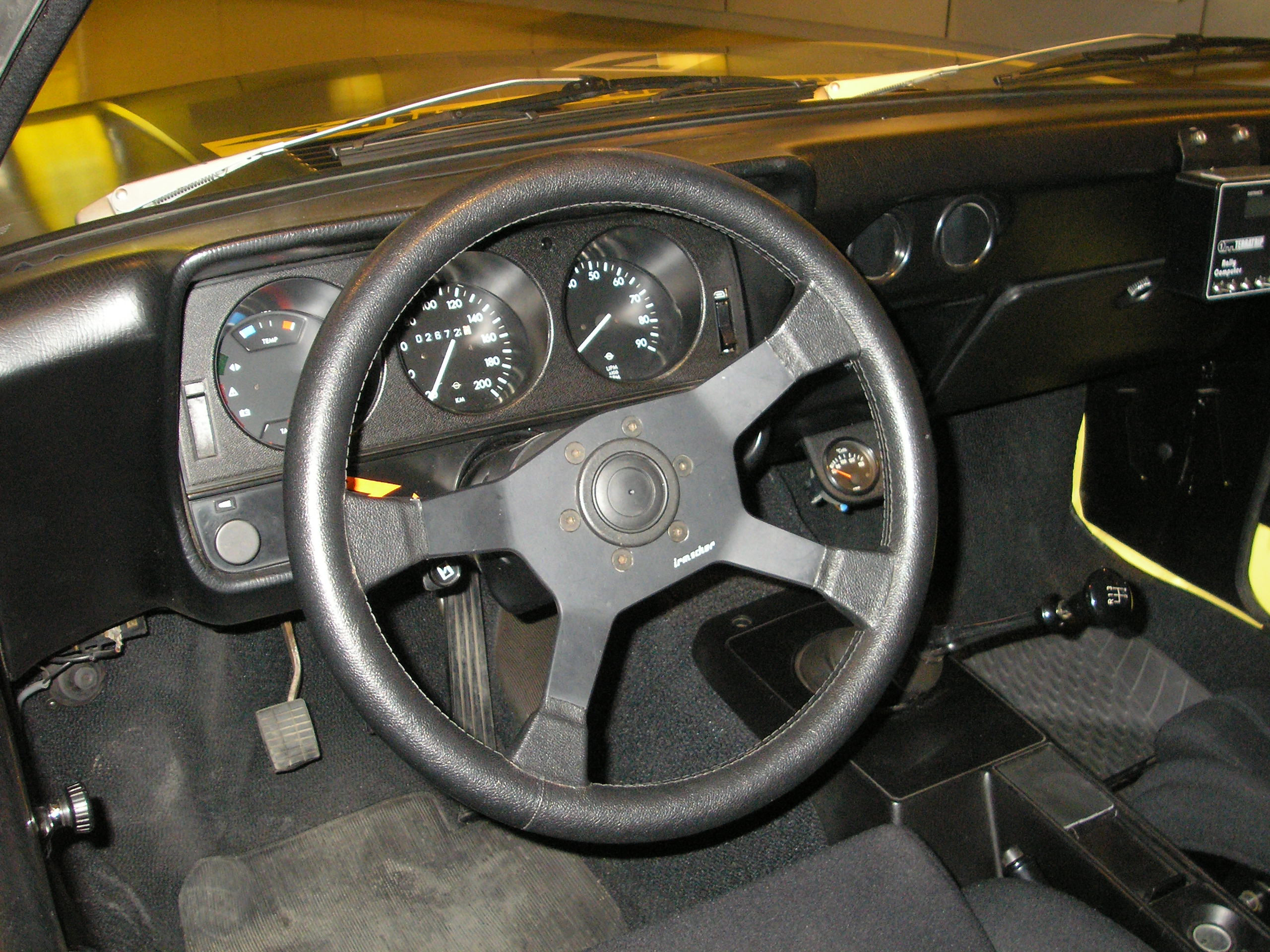
Tablero del Manta A

El Ascona A era la versión berlina del Manta A y fue vendido en los Estados Unidos bajo el nombre «1900» como un sedán de 2 y 4 puertas y un Sport Wagon de 2 puertas. La única diferencia entre el Ascona y el Manta eran los paneles de chapa y las lunas. El diseño, toda la mecánica, asientos delanteros, y muchas otras piezas, fueron compartidos entre los 2 modelos. El Manta incluso fue vendido en 1971 y 1972 como 1900 Sport Coupé, no como Manta. En 1973, el nombre de Manta fue agregado a los modelos americanos, pero el Ascona guardó la divisa «1900» a lo largo de su producción. 
El último año que GM importó Opel de fabricación europea bajo su marca a los Estados Unidos fue en 1975. En ese año, los únicos Opel importados fueron el Manta y el Ascona A.
El Manta estaba equipado con un motor OHV de 1.2 litros utilizado ya en el Kadett B que nunca se exportó del Reino Unido y dos motores CIH de 1.6 y 1.9 litros. Los Mantas vendidos en Estados Unidos tenían el motor de 1.9 litros y un radiador más grande y resistente que era opcional en los modelos europeos. Venía también equipado con una caja de cambios manual de 4 velocidades o con una caja (opcional) TH-180 automática de 3 velocidades. Como dato curioso, su caja de cambios de cuatro velocidades fue utilizada en Argentina para equipar al modelo Opel K-180.
El Manta fue conocido por ser uno de los coches mejor manejables de su clase y adquirió popularidad al ganar numerosos rallies en Europa y Estados Unidos.

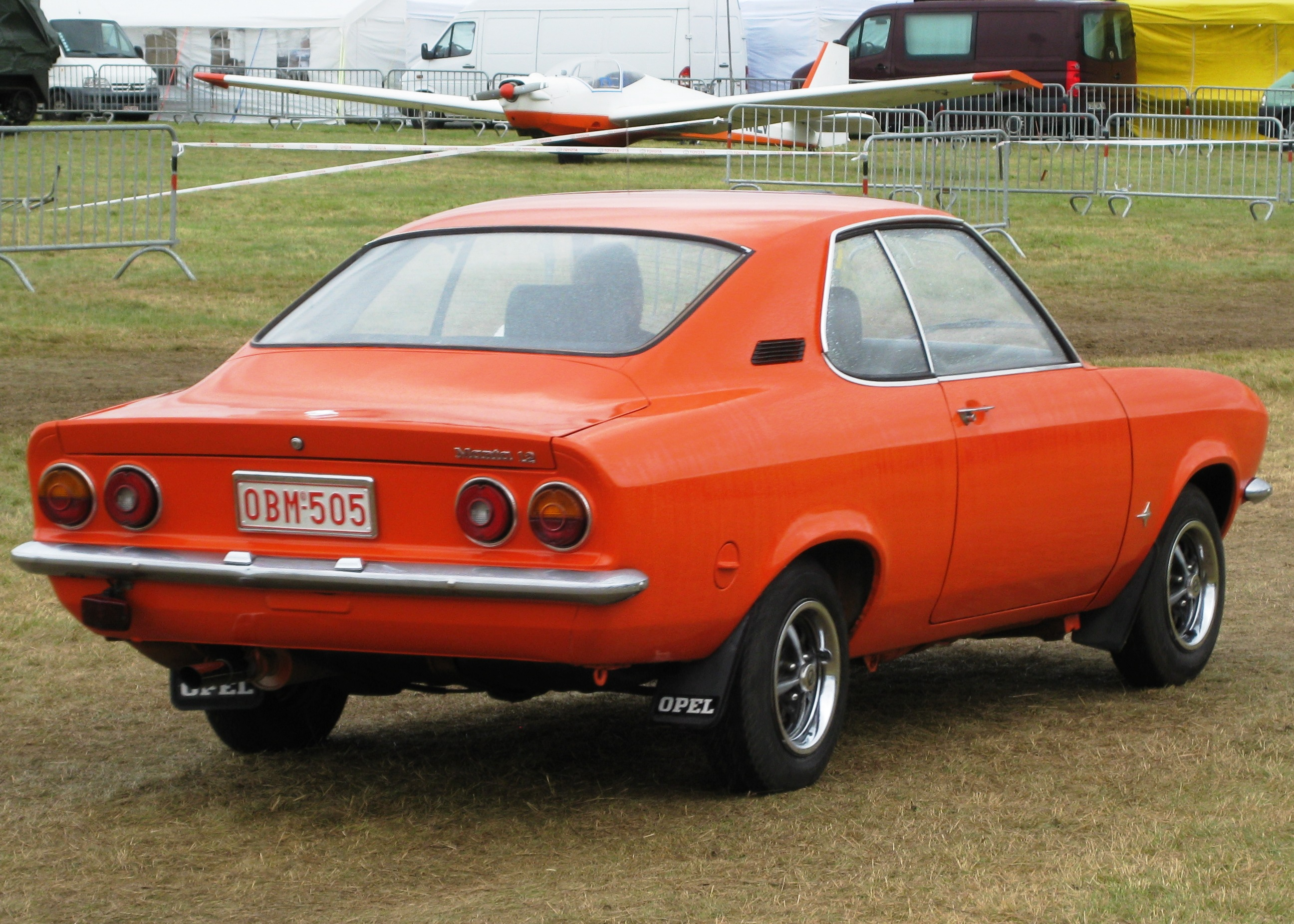
Opel Manta A vista trasera

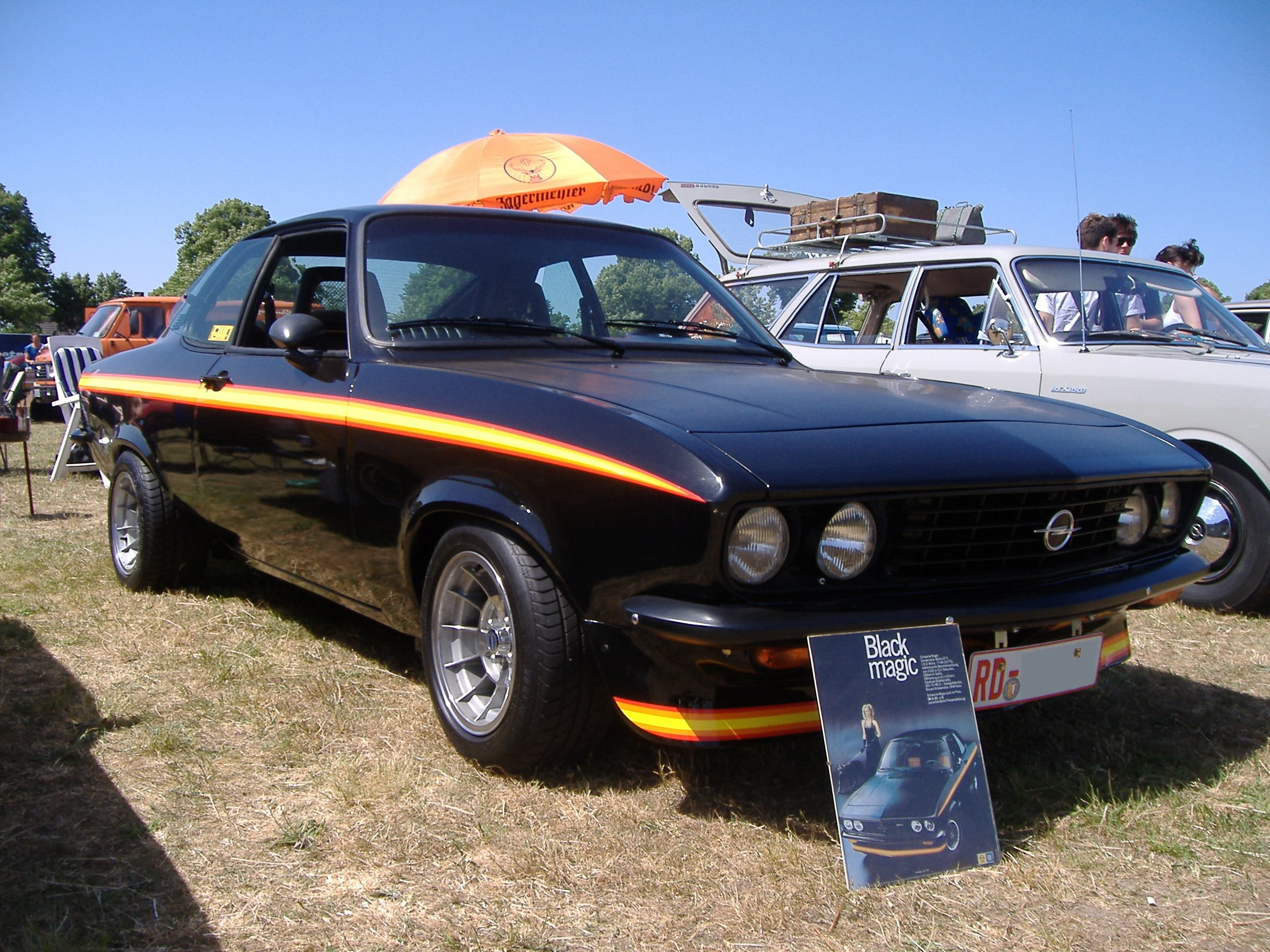
Manta A Black Magic

### Series especiales del Manta A
- SR/Rallye: Solamente disponible con el motor 1.9 CIH de 90cv, tenía un interior completo en vinilo negro y contaba con una instrumentación muy completa. Exteriormente se podían apreciar unas llantas deportivas únicas de esta variante, paragolpes con topes de goma negros, luces halógenas, suspensión deportiva y el logo "Stingray" en las aletas delanteras.

- Berlinetta: Lanzado al mercado en el año 1972. Su interior estaba rematado en paneles velour combinados con vinilos que eran del mismo color que el de la carrocería, techo de vinilo, neumáticos 185/70, llantas de 13x5.5 deportivas "Roystile", instrumentación deportiva, lámparas halógenas y anagramas "berlinetta" en las aletas delanteras.

- Luxus: Apareció en marzo de 1974 y solo se fabricaron 400 unidades, todas ellas en bermellón. El interior contaba con el conocido vinilo negro, un exclusivo techo solar, reloj en la consola central. En el exterior se contaba con luces halógenas y anagramas "Stingray" y "1900", situados en las aletas delanteras.

- GT/E: Esta versión nació con la incorporación de la inyección al motor 1.9, lo que significó una última versión especial producida directamente por la fábrica. Era la primera versión que montaba de serie un spoiler frontal, capó y detalles exteriores pintados en negro mate, con inscripciones GT/E en el frontal y la parte trasera. La suspensión estaba compuesta por muelles deportivos y amortiguadores Bilstein de gas. Este modelo no fue exportado a Reino Unido.

- GT/E Black Magic: Versión especial de 500 unidades basada en el Manta A GT/E. Estaba equipada con el motor 1.9 inyección de 105cv, el color de la carrocería era el "Negro mágico" combinado con unas franjas laterales y en los paragolpes de color rojo y amarillo, las llantas deportivas tenían el núcleo en color negro y la garganta exterior en aluminio pulido, estaba equipado con neumáticos 185/70 de 13 pulgadas y en su interior butacas Recaro, hacía la prueba de 0-100Km/h en 10,5 segundos y alcanzaba los 188km/h de velocidad punta. Su precio de venta era de 14.145 marcos alemanes.

- Turbo: Versión comercializada en Reino Unido Esta versión la desarrollaron Dealer Opel Team, Tony Fall y Broadspeed. Fue la versión más especial del Manta A desarrollada en Gran Bretaña. Se fabricaron 33 unidades. Estaba pintado de negro, y adoptó el spoiler delantero del GT/E europeo. Contaba con pequeños adhesivos plateados en el lateral del coche y en las aletas traseras llevaba la inscripción "Turbo". Desarrollaba un 75% más de potencia que el modelo de partida, el Berlinetta, tenía pistones de baja compresión, carburador modificado y escape deportivo. El resultado eran 156 cv con una aceleración de 0 a 100 km/h en 7,6 segundos. Solamente quedan 13 unidades en la actualidad.

- TE2800: Transeurop Engineering llevó a cabo un proyecto que tenía como base el SR. El objetivo era instalar el motor de 6 cilindros en línea de 2800cc procedente del Opel Commodore GS, que rendía 142 cv, significando un excelente punto de partida para la competición, donde se llegaba a 230 cv sin grandes dificultades. Esta versión inicialmente se vio interrumpida por constantes problemas derivados del eje delantero, transmisión, radiador, posición de la batería, aletas y paragolpes delantero, etc. El proyecto llegó a tal punto que Opel y Transeurop Engineering decidieron solicitar ayuda al preparador probablemente más famoso de Opel, Steinmetz. El cual se puso a trabajar en el proyecto proporcionando un habitáculo para el motor modificado, un paragolpes y aletas delanteras específicas, un sistema de refrigeración para el motor diferente, un capó de fibra de vidrio con un diseño que hacía posible la instalación del enorme motor y ejes y transmisiones específicas para la configuración de este modelo. Exteriormente era impactante, pues aparte del spoiler frontal se añadieron unas aletas ensanchadas para dar cabida a los neumáticos 195/70 de 13 pulgadas y el anagrama Opel de la parrilla delantera era sustituido por uno en el que figuraba "TE". Otros elementos exclusivos eran los asentos Recaro, volante Nardi, relojes de cuadro procedentes del Commodore, caja de cambios de 5 velocidades, discos de freno ventilados y suspensión deportiva. Se fabricó con total autorización de Opel, para poder competir con las versiones más potentes del Ford Capri.

## Manta B (1975-1981)
Un nuevo modelo de Manta fue lanzado en 1975. Denominado Manta B, este coupé compartía el chasis con el Ascona B, pero contaba con un diseño de carrocería más deportivo. Lo cual lo convertiría en un serio competidor del Ford Capri y Volkswagen Scirocco.

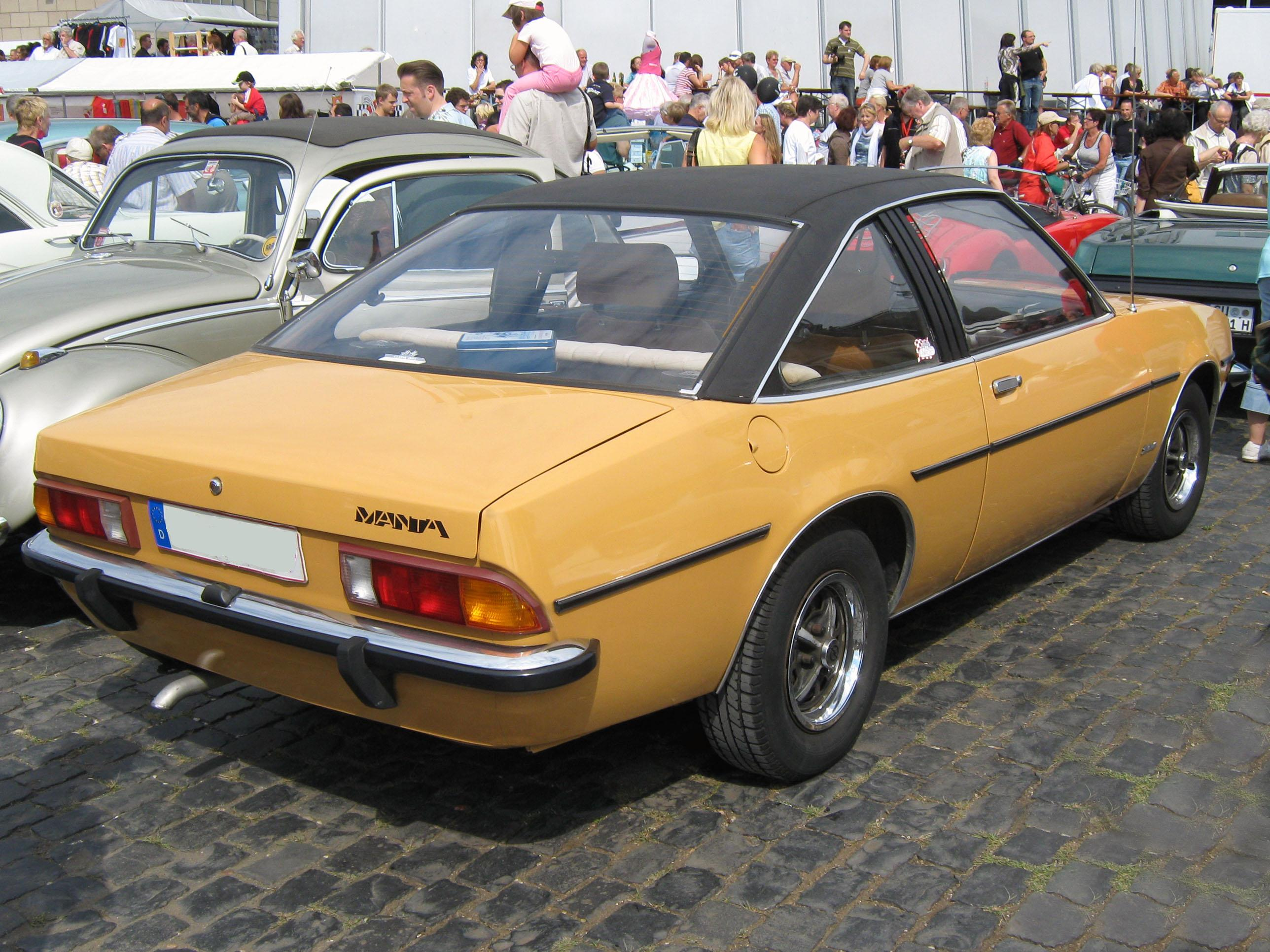
Opel Manta B vista trasera de la versión coupé

Los motores disponibles eran el pequeño motor 1.2 litros OHV, el 1.3 litros OHC, el 1.6 litros CIH, el 1.9 litros CIH y el 2.0 litros CIH. 
El motor de 1.2 litros tenía la denominación 12N y 12S, era de tipo OHV y 8 válvulas. En la admisión se montaba un carburador Solex 35 PDSI. Los pistones tenían un diámetro de 79mm y la carrera de 61mm, dotándo al motor de 1196cc. El 12N rendía 40kW y 85Nm y el 12S 44kW y 90Nm de par. La compresión era 7,8:1 en el 12N y 9,0:1 en el 12S.
Del 1.3 existieron 2 variantes, el 13N y el 13S, era un OHC y 8 válvulas, los cuales se diferenciaban por el tipo de alimentación utilizada ya que el bloque del motor era el mismo. En el caso del 13N se utilizaba un carburador Solex 35 PDSI y el 13S en cambio utilizaba un Varajet II. 
El motor de 4 cilindros poseía pistones de 75mm de diámetro y una carrera de 73,4mm, logrando 1297 centímetros cúbicos, una potencia de 44kW y un par de 96Nm en el 13N y 55kW y 101Nm en el 13S.
El 1.6 litros también tenía 2 variantes, la 16N y 16S, de tipo CIH y 8 válvulas. Sus 4 cilindros contaban con pistones de 85mm de diámetro y 69,8mm de carrera los cuales lograban 1584cc.
El 16N contaba con un carburador Solex 35 PDSI y obtenía un rendimiento de 44kW de potencia y 105Nm de par. Su otra variante, el 16S utilizaba un carburador Solex 32/32 DIDTA-4 y hacía rendir al motor a 55kW y 117Nm.
El motor 1.9 litros contó con 3 variantes, la 19E, 19N y 19S. Era de tipo CIH y 8 válvulas. Sus pistones eran de 93mm de diámetro y tenían una carrera de 69,8mm, la cilindrada era de 1897cc. 
El 19E era de 77kW y 155Nm de par. Estaba gobernado por el prestigioso sistema de inyección L-Jetronic de la marca Bosch.
El 19N rendía a una potencia de 55kW y 135Nm de par, utilizando un sistema de alimentación compuesto por un carburador Solex 35 PDSI.
Finalmente el 19S alcanzaba una potencia de 66kW y 150Nm de par con un carburador Solex 32/32 DIDTA que fue sustituido al tiempo por un Zenith 35/40 INAT.
El motor de 2 litros se ofrecía al mercado con 2 variantes, el 20E,20N y el 20S.
El bloque del motor era compartido por las 3 versiones, este tenía 4 cilindros y era de tipo CIH, sus pistones eran de 95mm de diámetro y 69,8mm de carrera logrando así 1979cc. 
La versión 20E estaba equipada con inyección L-Jetronic de Bosch y posteriormente se actualizó con sistemas LE-Jetronic, concretamente a partir del año 1982. Este motor rendía 81kW de potencia y 162Nm de par. Su relación de compresión era 9,1:1.
El 20N ofrecía un rendimiento de 66kW de potencia y un par de 145Nm. Contaba con un carburador Varajet II y una compresión de 8,0:1.
El 20S contaba con 74kW de potencia y 153Nm de par. El carburador era un Varajet II como el empleado en la versión 20N, pero en el caso del 20S, la relación de compresión del motor era mayor, concretamente 9,0:1.
En 1976, el motor que montaba el Manta A GT/E,el 19E fue adaptado a la serie Manta B, obteniendo el Manta B GT/E. En 1979 este motor fue sustituido por el nuevo 20E.
En 1977, una versión hatchback de tres puertas apareció para complementar a la versión coupé, fue denominada CC.

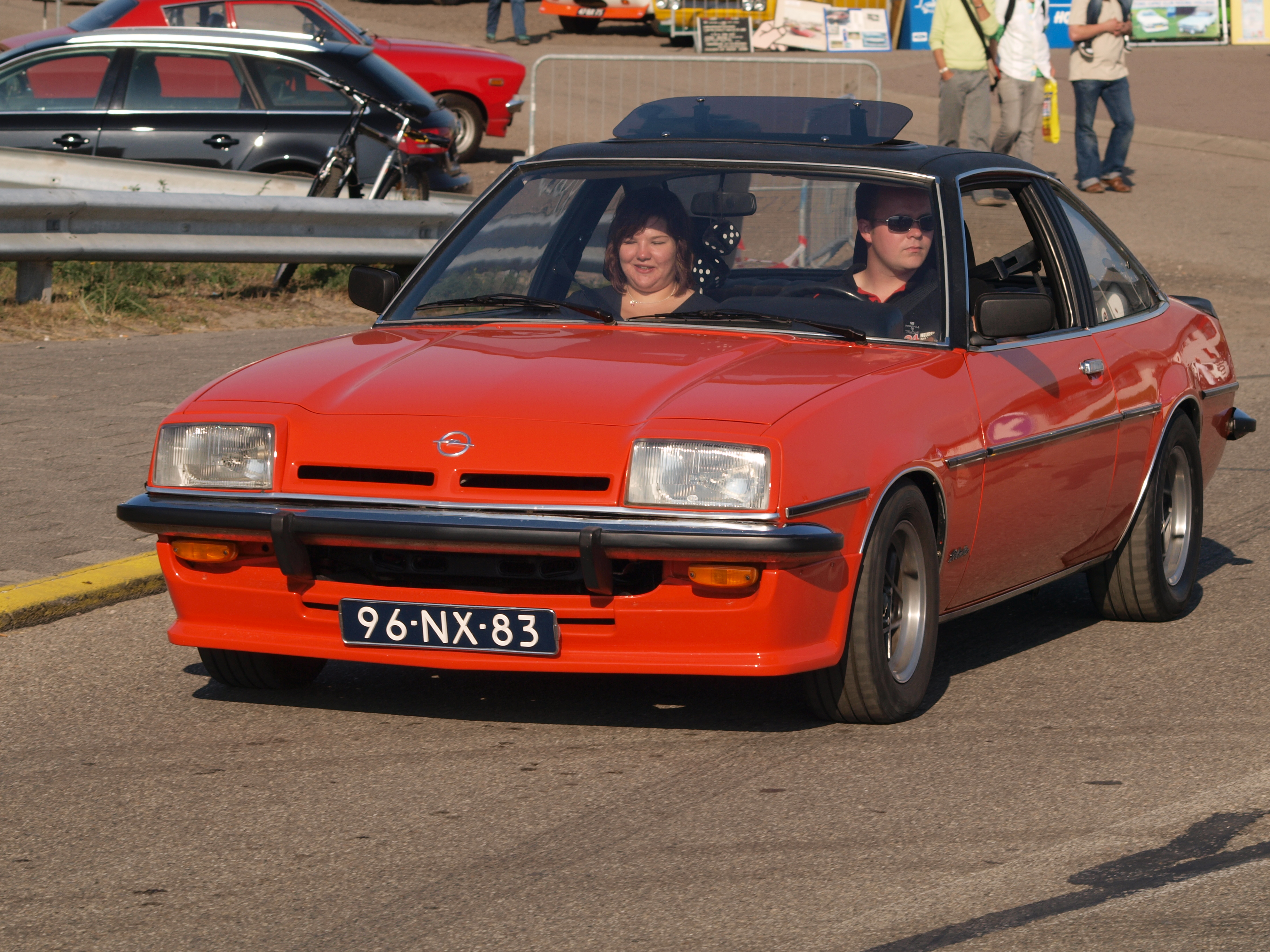
Opel Manta B Berlinetta coupé

### Series especiales del Manta B[1]
- Opel Manta i2800:
- Opel Manta Real:
- Opel Manta Berlinetta:
- Opel Manta SR:
- Opel Manta Magic:
- Opel Manta Silver:
- Opel Manta Sport:

## Manta B2 (1982-1988)
El modelo Manta B recibió un retoque estético en 1982 conociéndose así como el Manta B2, cuando incluyeron unos paragolpes delantero y trasero de termoplástico coordinado con el color de la carrocería, faros dobles redondos en algunos modelos, calcomanías laterales, un pequeño alerón en la parte posterior, spoilers laterales y cuádruples tomas de aire en la parrilla. También, los motores de 1.2, 1.6 y 1.9 litros fueron discontinuados y reemplazados por los motores 1.3 litros OHC, 1.8 litros OHC y los motores 2.0 litros S y E CIH. El GT/E fue rebautizado y llamado como GSi desde 1983.
La producción del Manta continuo bien, después de que a sus equivalentes Ascona y Cavalier, los sustituyera un nuevo modelo de Ascona, con denominación Ascona C y motor delantero montado en posición transversal  con tracción delantera. En 1982, el motor OHC de 1.8 litros del Ascona C fue montado en el Manta B, el cual proporcionaba un excelente rendimiento y unos consumos ajustados. Podía funcionar con 14 kilómetros por litro y utilizar combustible sin plomo. El 1.8 fue muy popular y estuvo en producción durante 5 años (1982-1987). Los modelos 2.0S fueron discontinuados en 1984 y solamente el GSi estaba disponible con el motor 20E. En 1986, Opel lanzó el último modelo del Manta B, el Exclusive, dándole todo lo mejor en equipamiento: Asientos Recaro con paño rojo, interior en cuero gris y toda la gama completa y conocida para los modelos i200. Ello consistía en faros compuestos por 2 ópticas, cada faro, de forma esféricas, instaladas en una cubierta plástica, un paragolpes posterior más bajo de Irmscher, calcomanías y el famoso alerón de 3 piezas del Manta 400 (produciendo 80 kilogramos (176 libras) de peso en la parte posterior a 200 kilómetros por hora). Opel finalmente cesó la producción del Manta B en 1988, produciendo el GSi Exclusive los últimos dos años. Las ventas continuaron en 1988 hasta que el Manta fuera substituido un año después en 1989 por el Opel Calibra (conocido como "Vauxhall Calibra" en el Reino Unido).
Hoy, estos coches son difíciles de encontrar en una buena y original condición, por lo que su valor se ha elevado considerablemente durante los últimos años. Ha vuelto a ser popular otra vez, debido a su buen aspecto y excelente conducción.

### Series especiales del Manta B2[2]
- Opel Manta Guy Fréquelin: En 1984 debido a las victoria del Piloto Guy Fréquilin con el modelo, se hace una edición limitada de 500 copias, firmadas por el piloto, que montaba 3 motorizaciones el 1.3s. 1.8s y 2.0E.
- Opel Manta i200/ Opel Manta i200 rothmans:
- Opel Manta i240/ Opel Manta i240 C /Opel Manta i240 Dakar:
- Opel Manta i300:
- Opel Manta i400:
- Opel Manta exclusive:
- Opel Manta CC:

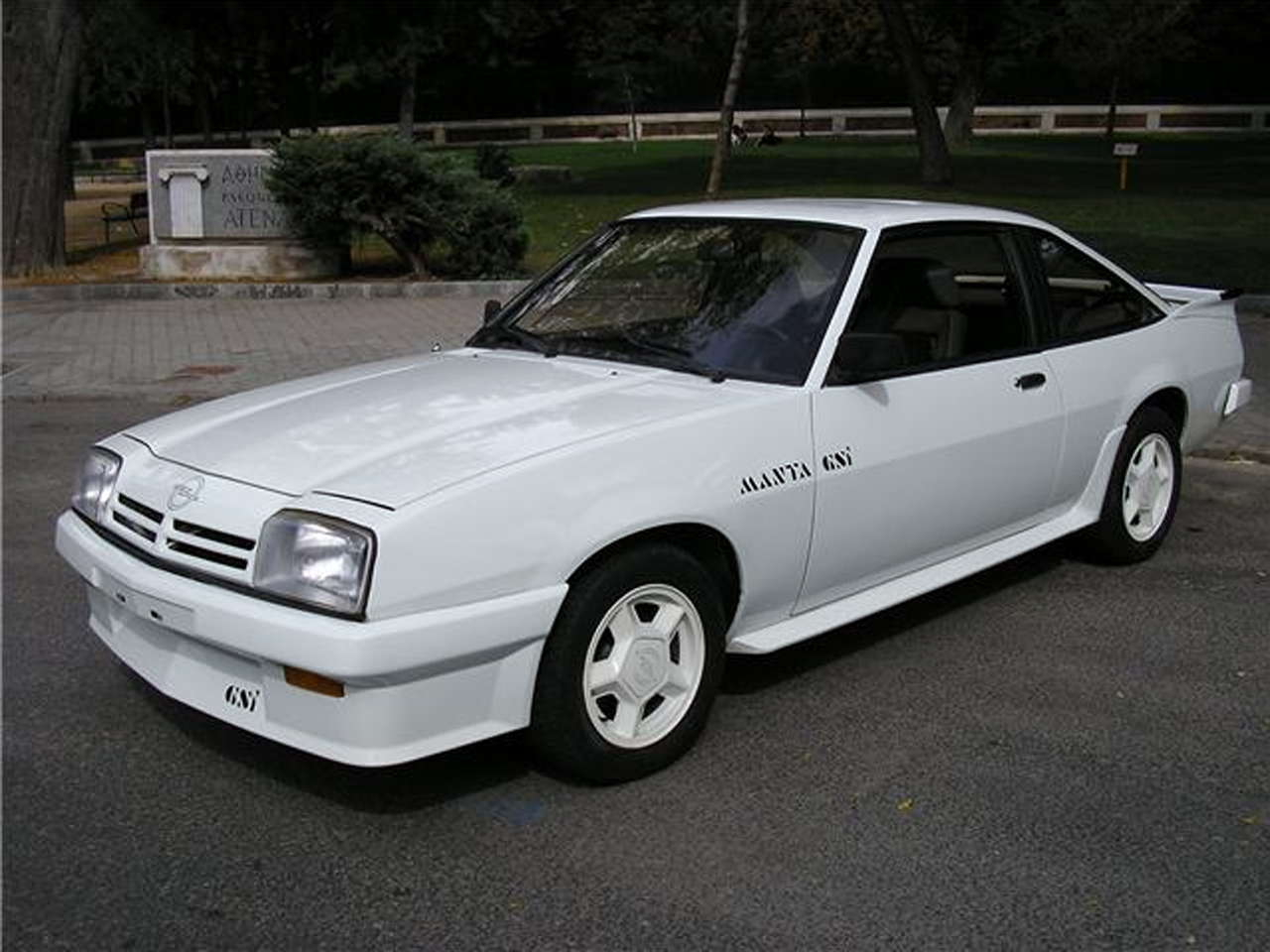
Opel Manta GSI
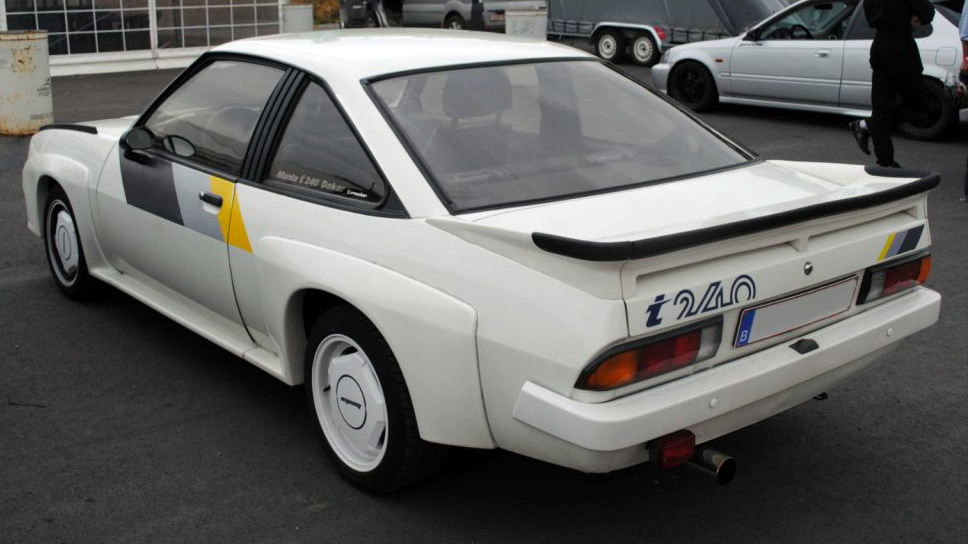
Opel Manta i240 vista posterior
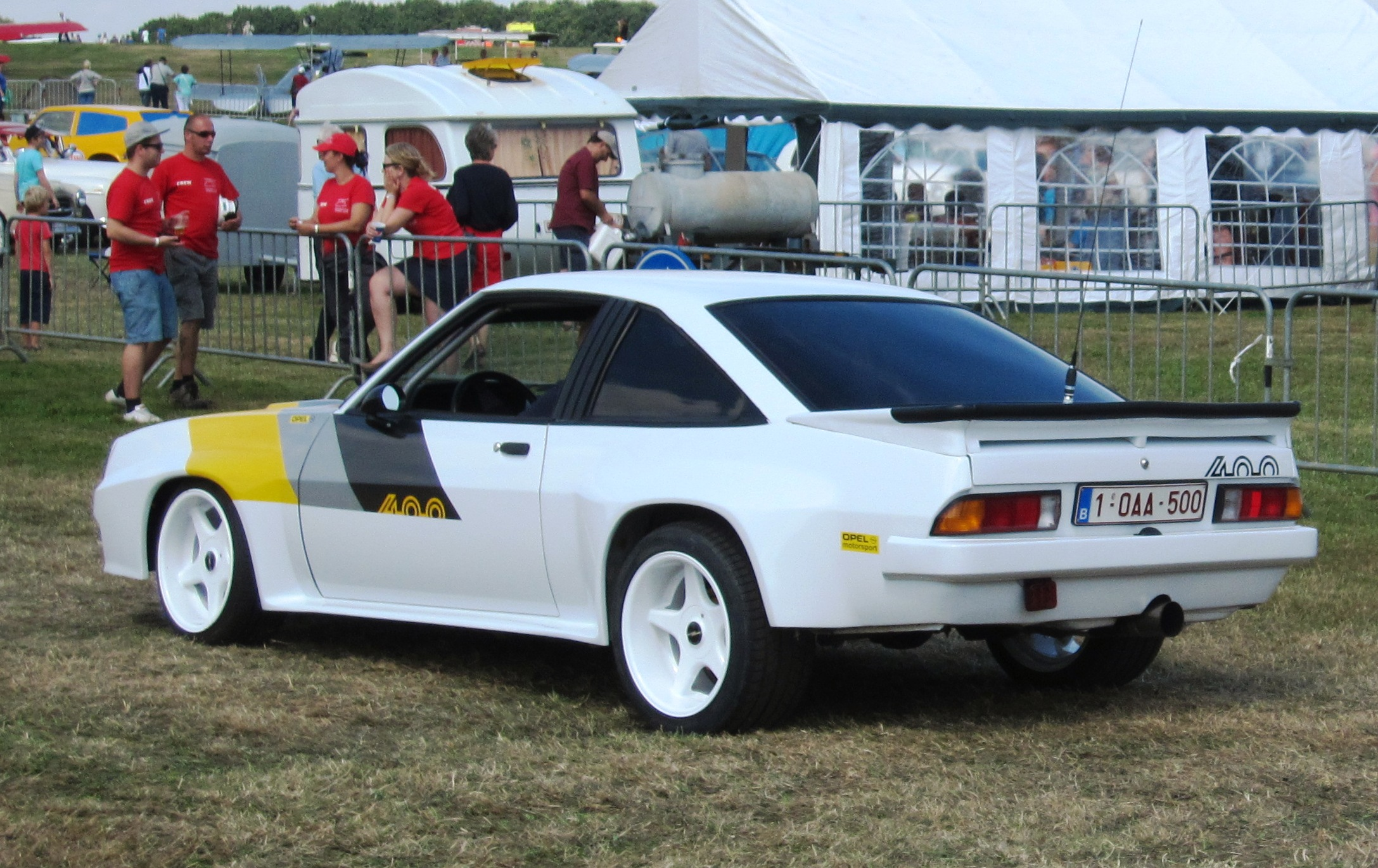
Opel Manta 400 vista posterior
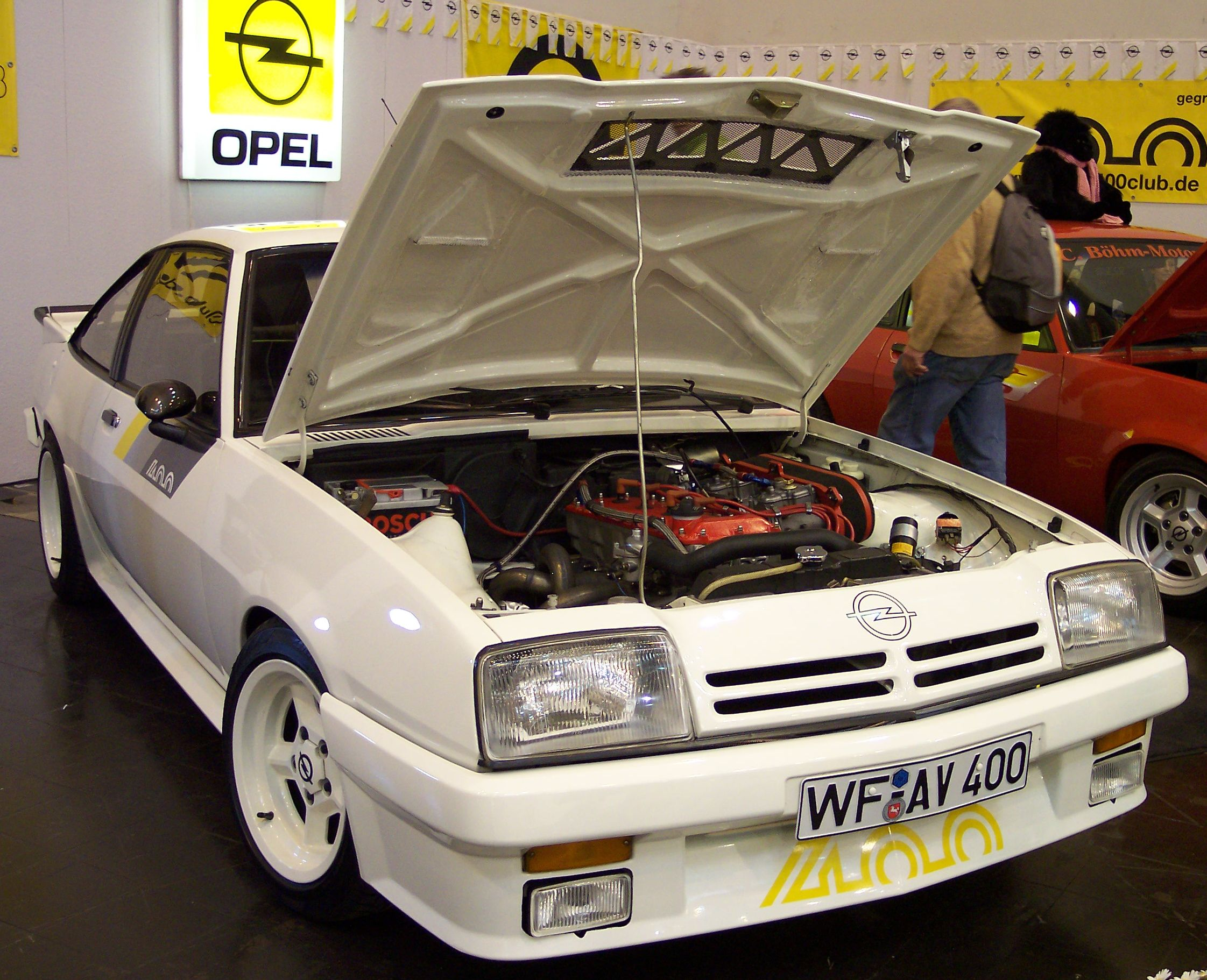
Opel Manta 400 vista motor

## Manta GSe (Prototipo)
El Opel Manta GSe ElektroMOD es un prototipo/restomod que muestra las líneas estéticas que se incluirán en los futuros modelos de la marca. Es un one-off 100 % eléctrico, y que presenta un frontal digital llamado Pixel-Vizor, que alterna el logo de la marca con mensajes como “Soy un ElektroMOD”. 
El vehículo es eléctrico, a pesar de que incluya una caja de cambios manual de 4 velocidades, procedente del modelo original. Opel dice que el conductor puede manipular la transmisión o simplemente meter cuarta y olvidarse de ella. El interior alterna la última tecnología digital de la marca con el volante clásico de 3 radios. 
Al principio, no estaba en las intenciones de la marca que el Manta GSe entrase a producción, aunque entre finales de 2023 y principios de 2024 se alternaron varias noticias sobre la posible fabricación o cancelación en 2025.

## Curiosidad
- En Argentina, se fabricó un modelo nacional del vehículo Opel Kadett: El Opel K-180. El mismo, era una copia fiel del coche alemán, pero estaba equipado con un motor desarrollado en Argentina, más grande que el del Kadett. Y para mando de velocidades, este auto fue equipado con la caja manual de 4 velocidades del Opel Manta.
- A pesar de haber sido fabricado en dos generaciones (A y B), la generación B del Manta se divide en dos: B y B2. Esto se debe a que en 1981, el Opel Ascona y su similar Vauxhall Cavalier (relacionados con el Manta), fueron reemplazados por la versión con tracción delantera del Ascona. No así el Opel Manta que siguió fabricandosé como Manta B2, con un rediseño en su carrocería, pero manteniendo elementos y accesorios del Manta B.